# Piesničky
Piesničky (označované též opisně jako Písničky s kalendářem a cisiojanem) je nejstarší český tištěný kancionál. Je to první tištěná kniha tohoto druhu v Evropě. Byl vydán roku 1501, patrně vyšel z tiskárny Severinovy a Kampovy. Kancionál je anonymní, za jeho sestavovatele bývá někdy pokládán bratr Lukáš Pražský. Je bez not a nápěvných odkazů.
Obsah písní má vztah k Jednotě bratrské, kancionál zřejmě vznikl jako tisk určený pro soukromou potřebu.
Je zachován je v jediném exempláři, uloženém v Knihovně Národního muzea v Praze pod sign. 25 F 3.